# Kerkbrug (Umeå)
De Kerkbrug (Zweeds: Kyrkbron) is een betonnen brug in de Zweedse stad Umeå. Het was de derde brug in de stad over de rivier de Ume älv. Eigenlijk bestaat de brug uit twee aparte bruggen, elk met een laan met op-en afritten die zich uitstrekken over de rivier aan de noordkant. Het doel van de te bouwen kerk brug was om de vlakbijgelegen Tegsbron te ontlasten. De brug heeft een lengte van 391 meter en een langste overspanning van 47 meter. De bouw begon op 16 juni 1972 en de brug werd geopend op 26 september 1975.

## Foto's

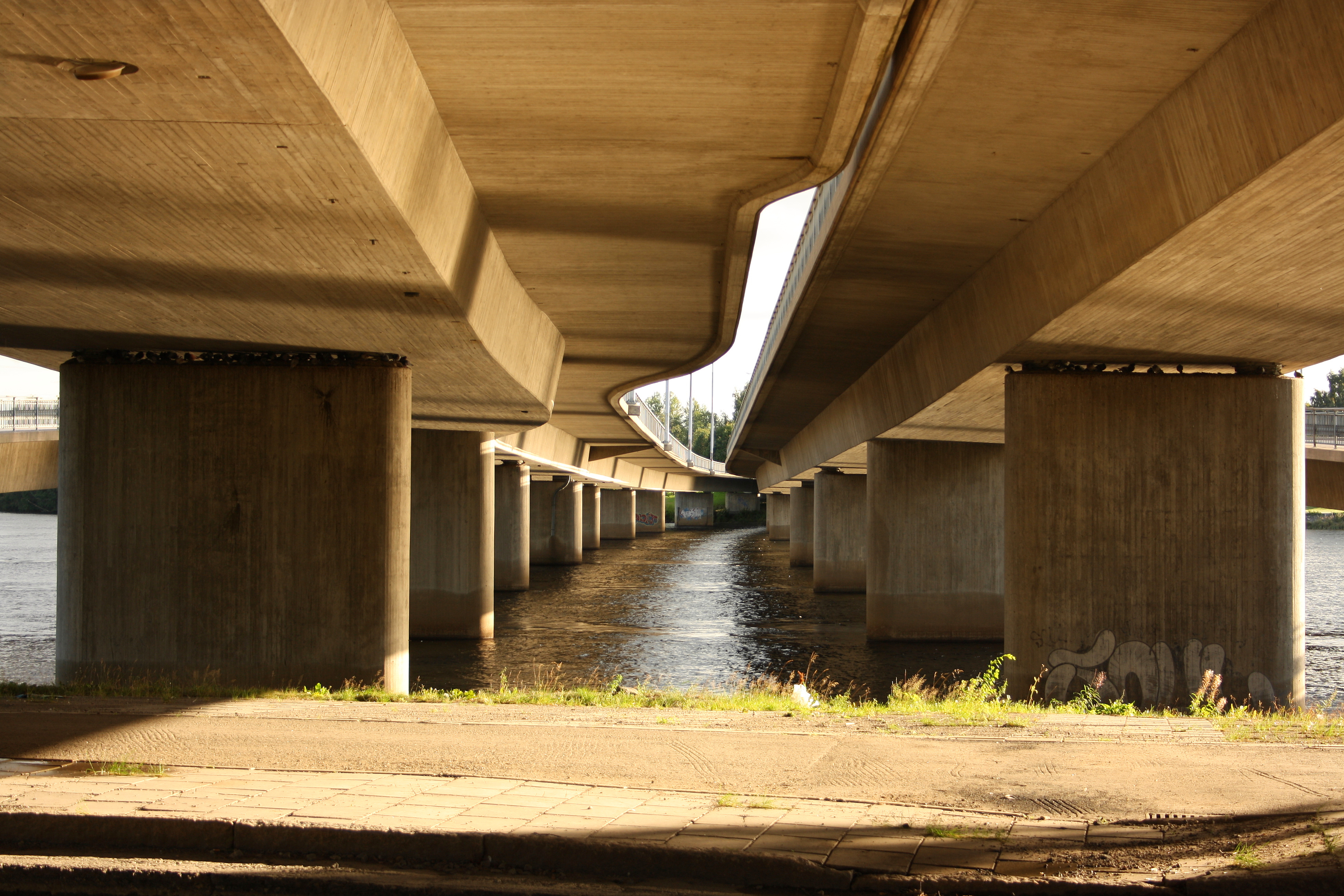
Onderkant van de brug
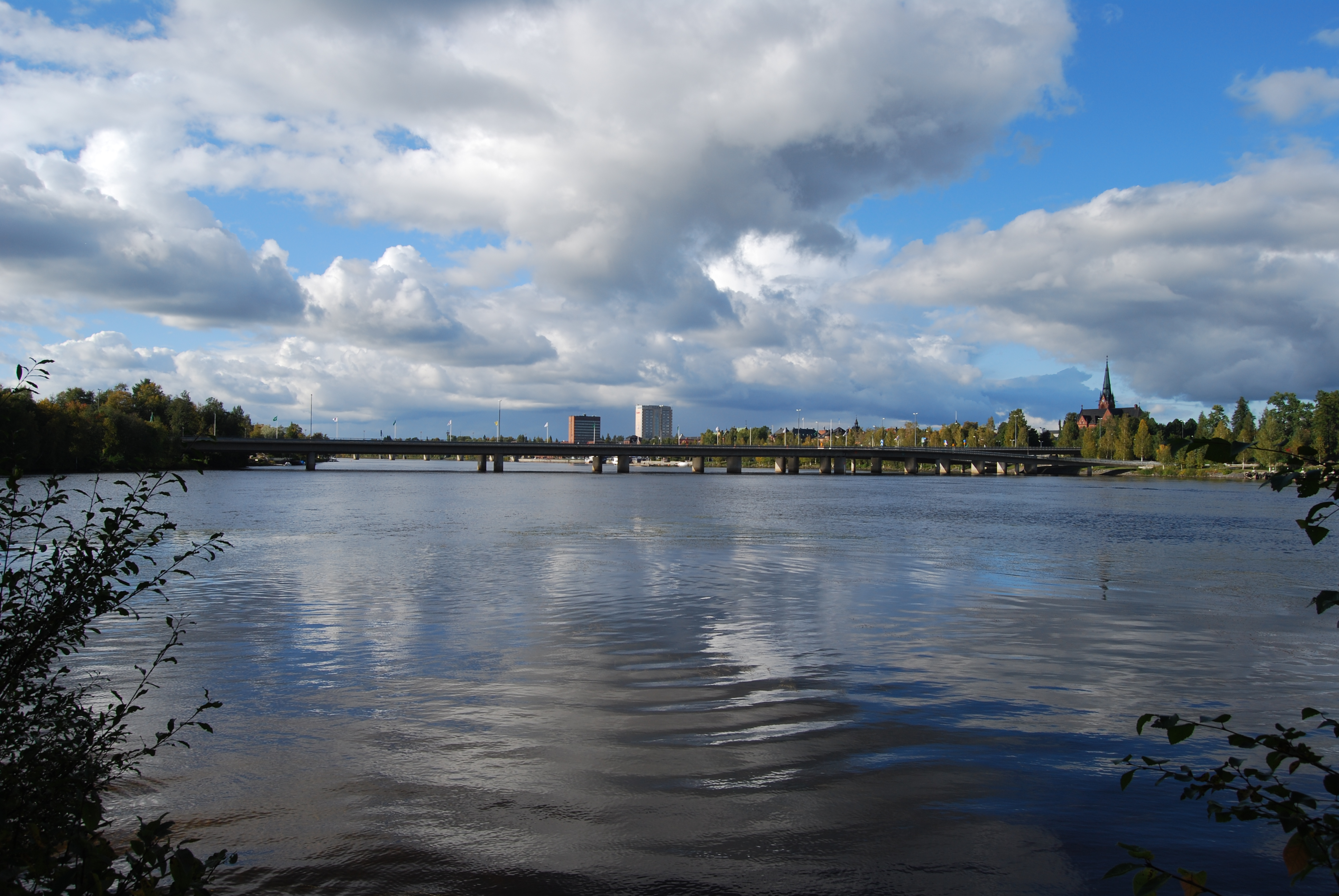
Zijkant
Alternatieve route in 1965